# Ляля-Тюльпан
Уфимская соборная мечеть «Ляля-Тюльпан» (баш. «Ләлә-Тюльпан» Өфө йәмиғ мәсете) — исламский культурно-образовательный центр в Уфе. Открыт 7 апреля 1998 года.
Мечеть является мусульманским религиозным центром города Уфы, в ней проводятся мусульманские праздники.

## История
В основу проекта был положен символ приходящей весны, цветущего тюльпана (который издревле был символом тюркских народов), а минареты олицетворяют два его бутона.

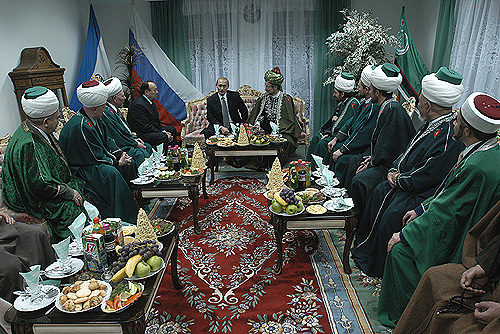
Владимир Путин, Муртаза Рахимов и мусульманские религиозные лидеры Башкортостана в мечети

Архитектором проекта мечети является Вакиль Вагизович Давлятшин . Мечеть построена на пожертвования верующих и при содействии Правительства Башкортостана. Строительство началось в 1989 году и завершено в 1998 году, а было осуществлено трестом «БНЗС».
В 1999—2005 гг. в здании мечети располагался Российский исламский университет.
В 2001 году в мечети-медресе состоялась встреча Президента России Владимира Путина с Верховным муфтием Талгатом Таджуддином.

## Характеристика мечети
Мечеть представляет собой каменное 3-этажное здание с размерами 50×50×21 м. Основу архитектурной композиции составляет образ цветущего тюльпана. Два восьмигранных минарета в виде бутонов тюльпанов высотой 53 м находятся по обе стороны от главного входа.
Вход в мечеть находится на уровне третьего этажа, где расположены вестибюль и молитвенный зал (300 мест) с балконом для женщин (200 мест). Молитвенный зал оформлен в восточном стиле: растительный орнамент на стенах и витражах символизирует цветы райских деревьев. Стены мечети облицованы мрамором и змеевиком. Пол выложен керамической плиткой и застелен коврами, в окнах — цветные витражи. В зале — хрустальные люстры.
На первом и втором (террасных) этажах мечети находятся гостевые комнаты и зал, где проводятся церемонии бракосочетания (никах), обряд имянаречения, заседания мухтасибата. При мечети действуют медресе и воскресные школы для взрослых и детей, есть учебные кабинеты на 100 шакирдов, общежитие на 60 мест, столовая и конференц-зал на 130 мест. Суммарно мечеть вмещает более 1000 верующих.

## Имам-хатыбы
- Г. Валеев (с 1999 года);
- М. Таджуддинов (с 2000 года).